# Montcy-Notre-Dame
Montcy-Notre-Dame é uma comuna francesa na região administrativa de Grande Leste, no departamento das Ardenas. Estende-se por uma área de 6,13 km². Em 2010 a comuna tinha 1 625 habitantes (densidade: 265,1 hab./km²).